# مصور سينمائي

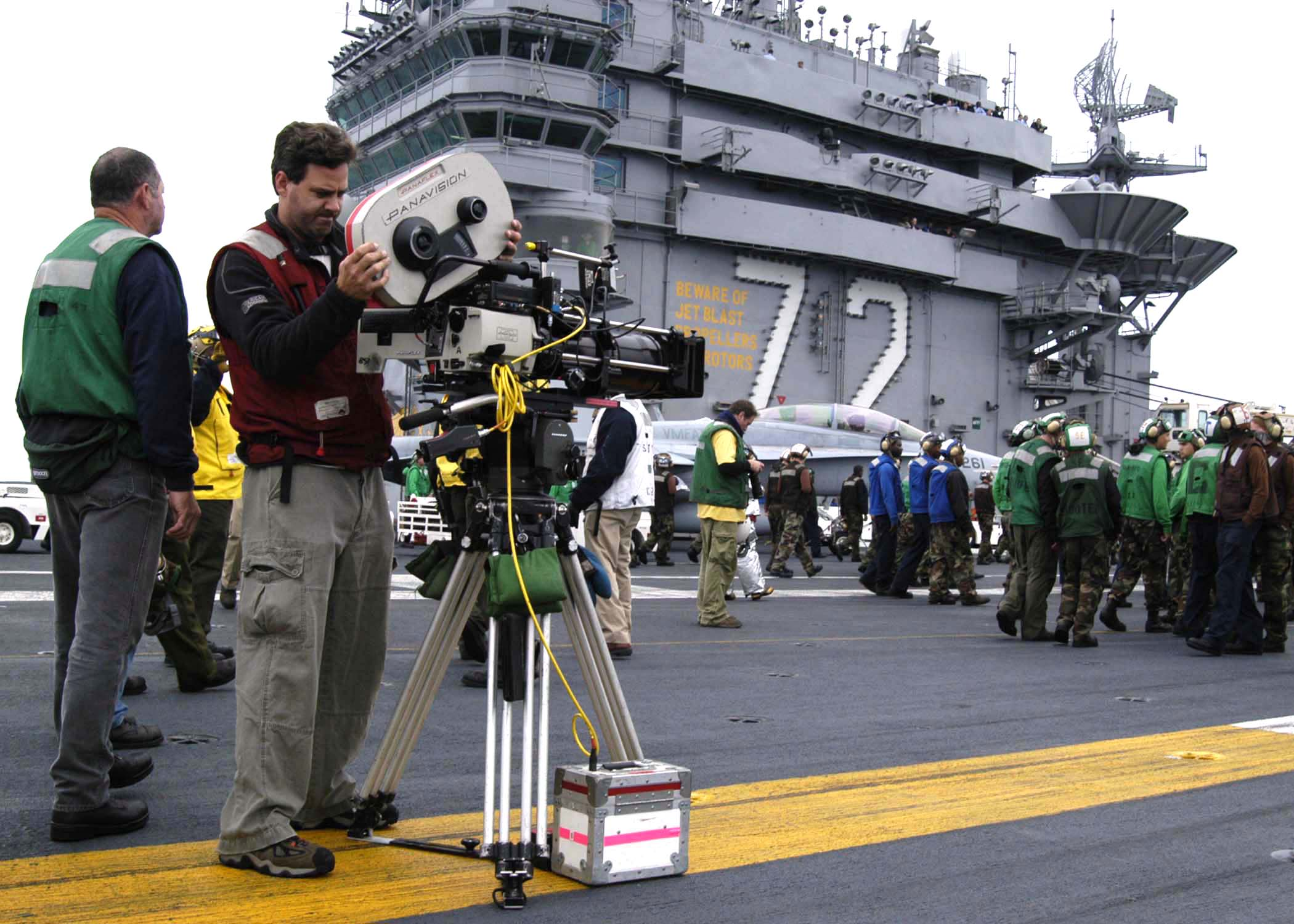
المصور السينمائي قبل تصوير المشهد

المصور السينمائي أو مدير التصوير هو الشخص الذي يتعامل مع آلة التصوير أثناء تصوير مشاهد الأفلام، و هو المسؤول عن إدارة الفريق الفني المتعلق بعمليات الإضاءة والتكوين والديكور والمسائل الفنية و التقنية الخاصة بالتصوير، كل ذلك بما يتناسب مع سيناريو الفلم ويتوافق مع رؤية مخرج الفلم. وهو مسؤول عن كل كاميرا موجوده بالمكان وكل حركة لها فالمخرج يريد صورة من مكان معين مدير التصوير مسؤول عن وضع الكاميرا في تلك الزاوية وتكنيك التحريك ويفهم في كل ما يخص الكاميرات. وقد يسمى أيضاً مدير تصوير وإضاءة، أحياناً المصور السينمائي لا يتعامل مع الكاميرا بشكل مباشر بل يكون هناك مصور آخر يقوم بتحريك الكاميرا والتصوير حسب طلب مدير التصوير. هو المسؤول أيضاً على نتيجة الصورة النهائية (فنياً) داخل العمل الفني وكذلك عن التكوين في الصورة وشكل الكادر السينمائي

مصطفى عز الدين مدير التصوير المصري لمسلسل "يوميات مدير عام 2"